# أنتوني تشيشولم (سياسي)
أنتوني تشيشولم هو سياسي أسترالي، ولد في 24 فبراير 1978 في بريزبان في أستراليا. نشط حزبياً في حزب العمال الأسترالي. وقد انتخب عضو مجلس الشيوخ الأسترالي ‏ عن دائرة كوينزلاند ‏ وقد انضم خلال فترته النيابية (2 يوليو 2016 – ) للكتلة البرلمانية حزب العمال الأسترالي.